# Télescope Bok
Pour les articles homonymes, voir Bok.
Le télescope Bok (appelé également le 90 pouces, d'après le diamètre de son miroir primaire) est le plus grand télescope exploité uniquement par l'observatoire Steward. Il est beaucoup utilisé par les astronomes de l'université de l'Arizona, de l'université d'État de l'Arizona et de l'université du Nord de l'Arizona, avec des instruments capables d'imagerie et de spectroscopie. Le télescope fonctionne toute l'année, sauf lors de la fermeture estivale en août lorsque la maintenance est effectuée en période de mauvaise météo (la saison de la mousson en Arizona a lieu habituellement en juillet et août).

## Historique

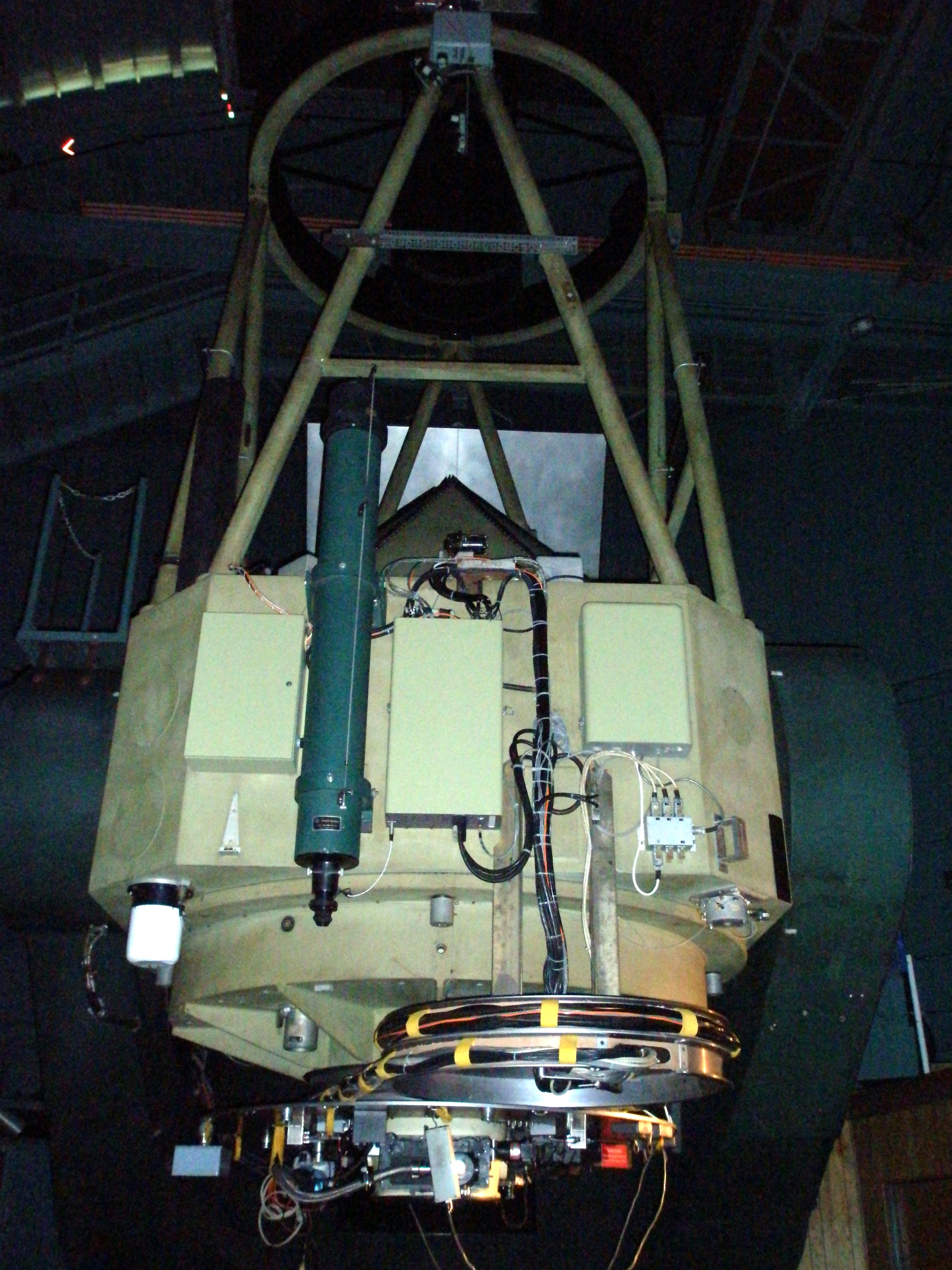
Le télescope

Le télescope Bok a été nommé d'après le prolifique astronome et directeur de l'observatoire Steward entre 1966 et 1969, Bart Bok, l'un des astronomes les plus appréciés à Tucson. Il a été utilisé le 18 mars 2007 par Bruno Sicardy pour observer une occultation par Pluton d'une étoile du Sagittaire. Le bâtiment lui-même possède un très long escalier en spirale conduisant au télescope et appelé "The Bok Walk".
Dans les années 2010, le télescope Bok a participé à un relevé avec les télescopes du KNPO en préparation de l'installation de l'instrument DESI sur le télescope Mayall de 4 m. Le télescope Bok fut utilisé avec l'imageur 90 Prime pour faire des observations en bandes g et r.